# Tarchia
Tarchia – rodzaj wymarłych gadów z rzędu dinozaurów ptasiomiednicznych, roślinożerny dinozaur z rodziny ankylozaurów (Ankylosauridae), zamieszkiwał tereny dzisiejszej Azji. Odkryty przez polską badaczkę Teresę Maryańską.
Gatunkiem typowym jest Tarchia kielanae. Gatunek ten w przeszłości uznawany był za młodszy synonim gatunku "Dyoplosaurus" giganteus, opisanego w 1956 r. przez Jewgienija Malejewa; Tarchia była jednak dalej uznawana za odrębny od Dyoplosaurus rodzaj, obejmujący jeden gatunek nazywany T. gigantea. Z badań Arbour, Curriego i Badamgarava (2014) wynika jednak, że nie ma podstaw do synonimizowania Tarchia kielanae z "Dyoplosaurus" giganteus; autorzy uznali "D." giganteus za nomen dubium, a jego skamieniałości za pozbawione cech diagnostycznych. Arbour, Currie i Badamgarav uznali ponadto gatunek Minotaurasaurus ramachandrani za młodszy synonim Tarchia kielanae. Penkalski i Tumanowa (w druku) opisali drugi gatunek należący do rodzaju Tarchia, Tarchia teresae.

## Dane podstawowe
Cechy tarchii:
pokrycie ciała: masywne tarczki i kolce, wbite w skórę, doskonale dopasowane do siebie, łuskowata skóra;

głowa: długa na około 40 cm, szeroka na 45 cm
uzębienie: patykowate zęby, ok. 240, o średniej długości 3 cm;

szyja: krótka, pokryta kolcami;
ogon: długi, masywny, zakończony kostną buławą;

Wymiary średnie:
długość ciała 8–8,5 m;
wysokość 2 m;
masa 4500 kg
Pożywienie: rośliny
Okres występowania: późna kreda, około 70–65,5 mln temu.
Biotop: suche, gorące pustynie.
Znaczenie nazwy:
Tarchia – mózg. Swą nazwę Tarchia zawdzięcza faktowi, że pierwszą odkrytą skamieniałością przedstawicieli tego rodzaju była znakomicie zachowana czaszka.